# 岩根忍
岩根 忍（いわね しのぶ、1981年3月16日 - ）は、日本将棋連盟所属の女流棋士。小林健二九段門下。大阪府大阪市出身。女流棋士番号は32（2011年3月31日までの旧番号は旧56）。

## 棋歴
1994年の女流アマ名人戦優勝を経て、1995年奨励会に入会。
奨励会時代の2002年に、第60期名人戦七番勝負第1局の記録係を、女性として史上初めて単独で行っている。
奨励会では最終的に1級まで上がるが2003年で退会、翌2004年4月1日に女流1級としてデビュー（女流棋士の一般的な登竜門である女流育成会出身ではなく、奨励会から直接女流棋士に転身した初めてのケースである）。
2009年、第2期マイナビ女子オープンではトーナメントを勝ち進み、挑戦者決定戦で清水市代を破ってタイトル初挑戦。当時、岩根は出産を控えていたために延期を経て、6月18日からの開幕になった。五番勝負の結果は矢内理絵子に3連敗に終わりタイトル奪取はならなかった。
2009年7月8日、棋士（男性棋士）との初の公式戦で初勝利を挙げる（第3回朝日杯将棋オープン戦一次予選、対神吉宏充戦）。
2010年、第18期倉敷藤花戦では勝ち進み、挑戦者決定戦で甲斐智美を破り、挑戦者となる。三番勝負では里見香奈に初戦に勝利し王手をかけるもその後2連敗でタイトル奪取はならなかった。
2013年、一身上の都合により4月から休場。当初は半年間休場の予定だったが、1年間休場した。
2016年、第27期女流王位戦では挑戦者決定リーグで4勝1敗で紅組優勝。挑戦者決定戦では清水市代を破り、挑戦者となる。しかし5月からの五番勝負では里見香奈に3連敗で三度目の挑戦もタイトル奪取はならなかった。
2018年、第11期マイナビ女子オープンでは挑戦者決定戦に進む。しかし挑戦者決定戦では西山朋佳に敗れ、本棋戦9期ぶりの挑戦はならなかった。

## 人物
愛称はしーちゃん。
特技はフィギュアスケートとけん玉で、それぞれ「将棋世界」誌の連載企画「岩根忍の将棋って楽しい」（岩根が毎月地方の将棋道場を訪れ、地元の子供たちに指導対局する企画。1年間連載）で本人の実演シーンの写真が掲載された。
デビュー直後の2004年4月から9月までNHK Eテレの将棋講座で「阿部隆の良い手悪い手普通の手」のアシスタントを務めた。この時アナウンサーの泉浩司と出会い、これをきっかけに2006年に結婚。
2004年から2年あまり、村田智穂とのコンビで、関西将棋会館サイト内のコンテンツ「お気楽日記」を執筆。以後「お気楽コンビ」として、セットでの将棋普及活動も行う。
また、日本経済新聞のサイトであるNIKKEI NET 将棋王国において高橋和の後を引き継いで、コラム執筆を行った。

## 昇級・昇段履歴
昇段規定は将棋の段級 を参照。
- 1995年09月00日 - 奨励会入会（6級）[1]
- 2003年11月00日 - 奨励会退会（1級）[1]
- 2004年04月01日 - 女流1級（女流棋士転向、1級に編入）[1][5][6]
- 2005年04月01日 - 女流初段（年度指し分け〈7勝以上・2004年度15勝〉／女流通算15勝5敗）[7]
- 2009年03月09日 - 女流二段（タイトル挑戦／第2期マイナビ女子オープン）[8]
- 2016年02月22日 - 女流三段（勝数規定／女流二段昇段後90勝）[9]

## 主な成績

### タイトル履歴
タイトル戦登場
- 女王：1回（第2期-2009年度）
- 女流王位：1回（第27期-2016年度）
- 倉敷藤花：1回（第18期-2010年度）

登場回数：合計 3回（タイトル獲得：なし）

### 棋戦優勝
非公式戦
- 1994年00月00日 - 第26回女流アマ名人戦優勝
- 2006年02月05日 - 第1回きしろ杯争奪関西女流メイショウ戦優勝
- 2009年01月25日 - 第4回きしろ杯争奪関西女流メイショウ戦優勝

### 将棋大賞
- 第37回将棋大賞（2009年度） - 女流最多対局賞

### 年度別成績
女流公式棋戦
- 2024年度
  - 年度成績 23局 11勝12敗（勝率0.4782）[10]
  - 通算成績 477局 271勝206敗（勝率0.5681）〈2025年3月31日対局分まで〉[11]

公式棋戦（「男性棋戦」）
- 2024年度
  - 年度成績 0局 -勝-敗（勝率 -.----）
  - 通算成績 12局 4勝8敗（勝率0.3333）〈2025年3月31日対局分まで〉[11]